# آرثر إتش هويل
آرثر إتش هويل (بالإنجليزية: Arthur Holmes Howell)‏ هو عالم طيور وعالم حيوانات أمريكي، ولد في 3 مايو 1872 في ليك غروف في الولايات المتحدة، وتوفي في 10 يوليو 1940.